# Вкрадені поцілунки
«Вкрадені поцілунки» (фр. Baisers volés) — французька комедія-драма 1968 року, поставлена режисером Франсуа Трюффо. Фільм було номіновано як найкращий фільм іноземною мовою на здобуття кінопремії «Оскар» 1969 року
.

## «Дуанелівський» цикл
Фільм входить до циклу фільмів, об'єднаних одним героєм, Антуаном Дуанелем. Цикл починається напів-автобіографічним фільмом «Чотириста ударів» (Les Quatre cents coups) і продовжується в таких фільмах, як «Антуан і Колетт» (Antoine et Colette, новела у фільмі «Кохання у 20 років», 1962), «Вкрадені поцілунки» (Baisers volés, 1968, c Жаном-П'єром Лео, Клод Жад), «Родинне вогнище» (Domicile conjugale, 1970, Жан-П'єр Лео, Клод Жад), «Кохання, що втекло» (L'amoure en fuite, 1979, c Жан-П'єр Лео, Клод Жад). У цьому циклі «донжуанство набуває виду філософського пошуку найбільш істинного буття, у цілковитій згоді з традиціями лібертинізма XVII століття».

## Сюжет
Антуан Дуанель (Жан-П'єр Лео), що поступив на три роки в армію, рятуючись від нещасного кохання, звільнений зі служби за нестабільність характеру. Батько юної Крістін, в яку Антуан закоханий, але з якою ніяк не може порозумітися, знаходить йому роботу портьє в готелі. Антуан втрачає місце, коли ненавмисно допомагає приватному детективові мосьє Анрі зафіксувати факт подружньої зради в готельному номері. Мосьє Анрі бере Антуана на роботу в агентство «Блейді», на яке працює сам. Розслідування, пошуки та стеження стають повсякденними заняттями Антуана. У кабаре на лівому березі Сени він виявляє фокусника, якого шукає старий друг. У останнього відбувається нервовий напад, коли він дізнається, що фокусник втік від нього, щоб одружитися.
Власник взуттєвої крамниці просить агентство розгадати таємницю, чому його не любить. Антуан збирається провести розслідування і наймається в магазин вантажником. Він захоплюється дружиною хазяїна та порівнює її з видінням. Дружину хазяїна тішать і ця увага, і той ефект, який справляє на юнака сама її присутність, і вона призначає йому перше й останнє побачення на квартирі. Старий Анрі несподівано помирає посеред телефонної розмови. Після цього Дуанель йде з агентства. Він стає телемонтером і працює в службі екстреного виклику. Крістін, з якою він як і раніше у сварці, дзвонить йому — нібито за порадою з приводу зламаного телевізора. Вони проводять ніч разом, а вранці будують плани на майбутнє. Вони сидять на лавці, і тут незнайомець, який багато днів підряд ходить за Крістін по п'ятах, урочисто пропонує дівчині вступити з ним у шлюб, якщо їй вистачить сміливості порвати «швидкоплинні зв'язки зі швидкоплинними людьми». Здивований і стривожений Антуан дивиться услід божевільному, що йде геть.

## У ролях
| • Жан-П'єр Лео      | … | Антуан Дуанель                         |
| • Клод Жад          | … | Крістін                                |
| • Дельфін Сейріг    | … | мадам Табар                            |
| • Мішель Лонсдаль   | … | мосьє Табар                            |
| • Аррі-Макс         | … | Анрі                                   |
| • Андре Фалькон     | … | мосьє Відаль                           |
| • Даніель Секкальді | … | мосьє Дарбон                           |
| • Клер Дюамель      | … | мадам Дарюон                           |
| • Катрін Лутс       | … | Катрін                                 |
| • Мартіна Ферр'єр   | … | власниця-продавчиня взуттєвої крамниці |

## Знімальна група
- Автор сценарію — Франсуа Трюффо, Клод де Жівре, Бернар Ревон
- Режисер-постановник — Франсуа Трюффо
- Продюсер — Марсель Бербер, Франсуа Трюффо (в титрах не зазначені)
- Композитор — Антуан Дюамель, пісні Шарля Трене
- Оператор — Дені Клерваль
- Монтаж — Аньєс Гіймо
- Художник-постановник — Клод Піньо

## Про фільм
Фільм призвів до конфлікту між Трюффо і Ж.-Л. Годаром, у якого Жан-П'єр Лео знімався того ж року у «Веселій науці». Прагнення головного героя «Вкрадених поцілунків» обуржуазитися було розцінене Годаром як зраду бунтарських ідеалів Нової хвилі. Жак Лурселль пише у своєму «Словнику кіно», що Годар, нібито, висміяв назву стрічки, прокоментувавши її словами: «Оступачили. Обікрали» (On a été baisés. On a été volés). У тому році необхідність спільної підтримки Анрі Ланглуа, якого міністр культури збирався звільнити з поста директора Сінематеки, змусила колишніх соратників на якийсь час знову об'єднатися, а в травні 1968 вони разом зірвали проведення Каннського кінофестивалю, але у 1973 році, після виходу «Американської ночі», стосунки були розірвані остаточно.

## Нагороди та номінації
| Список нагород та номінацій         | Список нагород та номінацій | Список нагород та номінацій     | Список нагород та номінацій | Список нагород та номінацій | Список нагород та номінацій |
| Кінопремія                          | Дата церемонії              | Категорія                       | Номінант(и)                 | Результат                   |                             |
| ----------------------------------- | --------------------------- | ------------------------------- | --------------------------- | --------------------------- | --------------------------- |
| Приз Луї Деллюка                    | 1968                        | Найкращий фільм                 | Вкрадені поцілунки          | Перемога                    |                             |
| Гран-прі французького кіно          | 1968                        | Найкращий фільм                 | Вкрадені поцілунки          | Перемога                    |                             |
| Премія Мельєса                      | 1969                        | Найкращий французький фільм     | Вкрадені поцілунки          | Перемога                    |                             |
| Золотий глобус                      | 1969                        | Найкращий фільм іноземною мовою | Вкрадені поцілунки          | Номінація                   |                             |
| Премія «Оскар»                      | 1969                        | Найкращий іноземний фільм       | Вкрадені поцілунки          | Номінація                   |                             |
| Національна рада кінокритиків США   | 1970                        | ТОП іноземних фільмів           | Вкрадені поцілунки          | Перемога                    |                             |
| Національна спілка кінокритиків США | 1970                        | Найкращий режисер               | Франсуа Трюффо              | Перемога                    |                             |
| Національна спілка кінокритиків США | 1970                        | Найкраща акторка другого плану  | Дельфін Сейріг              | Перемога                    |                             |